# Igor Liziero
Igor Liziero, né le 7 février 1998 à Jales au Brésil, est un footballeur brésilien qui évolue au poste de milieu défensif au Yverdon-Sport FC, en prêt de São Paulo FC.

## Biographie

### En club
Après avoir réalisé l'intégralité de sa formation au São Paulo FC, il débute avec les professionnels le 22 avril 2018, lors d'un match de championnat contre le Ceará Sporting Club. Il devient ensuite un membre important de l'équipe au cours de l'année, profitant de sa polyvalence qui lui permet d'évoluer aussi bien dans un rôle de milieu défensif que d'arrière gauche. Il inscrit son premier but le 14 octobre 2018, lors d'une défaite de son équipe par trois buts à un contre le SC Internacional.
En 2019 il devient un membre régulier de l'équipe première, il est alors observé par plusieurs clubs européens dont le FC Barcelone et le Real Madrid.
Le 6 mars 2020, Igor Liziero fait sa première apparition en Copa Libertadores, contre les Péruviens du Deportivo Binacional. Il entre en jeu et son équipe s'incline par deux buts à un.
En septembre 2020, Liziero est victime d'une rupture du ligament de la cheville, ce qui le tient éloigné des terrains pendant de longs mois.
En janvier 2022, lors du mercato hivernal, Igor Liziero est prêté par le São Paulo FC au SC Internacional pour une saison.
Le 6 septembre 2023, Igor Liziero rejoint la Suisse en s'engageant avec le Yverdon-Sport FC sous la forme d'un prêt d'une saison avec option d'achat.

### En équipe nationale
Igor Liziero est sélectionné à deux reprises avec l'équipe du Brésil des moins de 17 ans. Il participe avec cette équipe à la Coupe du monde des moins de 17 ans 2015 qui se déroule au Chili. Lors de cette compétition, il joue deux matchs, contre la Corée du Sud le 18 octobre (défaite 0-1 du Brésil), puis le 20 octobre contre l'Angleterre (victoire 0-1 du Brésil). Le Brésil s'incline en quart de finale face au Nigeria.